# Somalodillo paeninsulae
Somalodillo paeninsulae är en kräftdjursart som beskrevs av Franco Ferrara och Stefano Taiti1985. Somalodillo paeninsulae ingår i släktet Somalodillo och familjen Eubelidae. Inga underarter finns listade i Catalogue of Life.